# Flossmoor
Flossmoor est un village situé dans le comté de Cook, en proche banlieue de Chicago, dans l’État de l’Illinois, aux États-Unis.